# Élections générales espagnoles de 2015 en Castille-La Manche
Les élections générales espagnoles de 2015 (en espagnol : Elecciones generales de España de 2015) se sont tenues le dimanche 20 décembre 2015 afin d'élire les 350 députés et 208 des 266 sénateurs de la XIe législature des Cortes Generales. 21 députés sont élus en Castille-La Manche.

## Résultats
| Parti                  | Parti                                                   | Voix      | %     | +/-   | Sièges | +/-           |
| ---------------------- | ------------------------------------------------------- | --------- | ----- | ----- | ------ | ------------- |
|                        | Parti populaire (PP)                                    | 446 235   | 38,14 | 17,67 | 10     | 4             |
|                        | Parti socialiste ouvrier espagnol (PSOE)                | 331 856   | 28,36 | 1,98  | 7      | en stagnation |
|                        | Ciudadanos (Cs)                                         | 161 083   | 13,77 | Nv.   | 3      | 3             |
|                        | Podemos                                                 | 159 726   | 13,65 | Nv.   | 1      | 1             |
|                        | Gauche unie (IU-UP)                                     | 41 986    | 3,59  | 2,19  | 0      | en stagnation |
|                        | Parti animaliste contre la maltraitance animale (PACMA) | 8 260     | 0,71  | 0,36  | 0      | en stagnation |
|                        | Union, progrès et démocratie (UPyD)                     | 6 162     | 0,53  | 4,43  | 0      | en stagnation |
|                        | Vox                                                     | 3 608     | 0,31  | Nv.   | 0      | en stagnation |
|                        | Recortes Cero-Grupo Verde (RC-GV)                       | 1 751     | 0,15  | Nv.   | 0      | en stagnation |
|                        | Autres partis                                           | 1 108     | 0,09  | -     | 0      | -             |
|                        | Vote blanc                                              | 8 244     | 0,70  | 0,58  |        |               |
|                        |                                                         |           |       |       |        |               |
| Suffrages exprimés     | Suffrages exprimés                                      | 1 170 019 | 98,85 |       |        |               |
| Votes nuls             | Votes nuls                                              | 13 552    | 1,15  |       |        |               |
| Total                  | Total                                                   | 1 183 571 | 100   | -     | 21     | en stagnation |
| Abstention             | Abstention                                              | 389 033   | 24,74 |       |        |               |
| Inscrits/Participation | Inscrits/Participation                                  | 1 572 604 | 75,26 |       |        |               |

### Résultats par provinces

#### Albacete
| Parti                  | Parti                                                   | Voix    | %     | +/-   | Sièges | +/-           |
| ---------------------- | ------------------------------------------------------- | ------- | ----- | ----- | ------ | ------------- |
|                        | Parti populaire (PP)                                    | 85 241  | 36,81 | 18,28 | 2      | 1             |
|                        | Parti socialiste ouvrier espagnol (PSOE)                | 65 205  | 28,16 | 1,96  | 1      | en stagnation |
|                        | Ciudadanos (Cs)                                         | 33 755  | 14,58 | Nv.   | 1      | 1             |
|                        | Podemos                                                 | 32 320  | 13,96 | Nv.   | 0      | en stagnation |
|                        | Gauche unie (IU-UP)                                     | 9 306   | 4,02  | 2,15  | 0      | en stagnation |
|                        | Parti animaliste contre la maltraitance animale (PACMA) | 1 583   | 0,68  | 0,28  | 0      | en stagnation |
|                        | Union, progrès et démocratie (UPyD)                     | 1 146   | 0,49  | 4,51  | 0      | en stagnation |
|                        | Vox                                                     | 538     | 0,23  | Nv.   | 0      | en stagnation |
|                        | Recortes Cero-Grupo Verde (RC-GV)                       | 305     | 0,13  | Nv.   | 0      | en stagnation |
|                        | Parti communiste des peuples d'Espagne (PCPE)           | 251     | 0,11  | 0,06  | 0      | en stagnation |
|                        | Parti libéral de droite (PLD)                           | 205     | 0,09  | Nv.   | 0      | en stagnation |
|                        | Vote blanc                                              | 1 727   | 0,75  | 0,58  |        |               |
|                        |                                                         |         |       |       |        |               |
| Suffrages exprimés     | Suffrages exprimés                                      | 231 582 | 99,02 |       |        |               |
| Votes nuls             | Votes nuls                                              | 2 300   | 0,98  |       |        |               |
| Total                  | Total                                                   | 233 882 | 100   | -     | 4      | en stagnation |
| Abstention             | Abstention                                              | 76 792  | 24,72 |       |        |               |
| Inscrits/Participation | Inscrits/Participation                                  | 310 674 | 75,28 |       |        |               |

#### Ciudad Real
| Parti                  | Parti                                                   | Voix    | %     | +/-   | Sièges | +/-           |
| ---------------------- | ------------------------------------------------------- | ------- | ----- | ----- | ------ | ------------- |
|                        | Parti populaire (PP)                                    | 113 451 | 38,38 | 16,85 | 3      | en stagnation |
|                        | Parti socialiste ouvrier espagnol (PSOE)                | 91 959  | 31,11 | 0,86  | 2      | en stagnation |
|                        | Podemos                                                 | 36 879  | 12,48 | Nv.   | 0      | en stagnation |
|                        | Ciudadanos (Cs)                                         | 36 477  | 12,34 | Nv.   | 0      | en stagnation |
|                        | Gauche unie (IU-UP)                                     | 9 834   | 3,33  | 2,07  | 0      | en stagnation |
|                        | Parti animaliste contre la maltraitance animale (PACMA) | 1 949   | 0,66  | 0,38  | 0      | en stagnation |
|                        | Union, progrès et démocratie (UPyD)                     | 1 625   | 0,55  | 3,84  | 0      | en stagnation |
|                        | Vox                                                     | 560     | 0,19  | Nv.   | 0      | en stagnation |
|                        | Recortes Cero-Grupo Verde (RC-GV)                       | 386     | 0,13  | Nv.   | 0      | en stagnation |
|                        | Démocratie nationale (DN)                               | 174     | 0,06  | Nv.   | 0      | en stagnation |
|                        | Vote blanc                                              | 2 282   | 0,77  | 0,58  |        |               |
|                        |                                                         |         |       |       |        |               |
| Suffrages exprimés     | Suffrages exprimés                                      | 295 576 | 98,85 |       |        |               |
| Votes nuls             | Votes nuls                                              | 3 427   | 1,15  |       |        |               |
| Total                  | Total                                                   | 299 003 | 100   | -     | 5      | en stagnation |
| Abstention             | Abstention                                              | 102 882 | 25,60 |       |        |               |
| Inscrits/Participation | Inscrits/Participation                                  | 401 885 | 74,40 |       |        |               |

#### Cuenca
| Parti                  | Parti                                                   | Voix    | %     | +/-   | Sièges | +/-           |
| ---------------------- | ------------------------------------------------------- | ------- | ----- | ----- | ------ | ------------- |
|                        | Parti populaire (PP)                                    | 50 736  | 41,90 | 14,01 | 2      | en stagnation |
|                        | Parti socialiste ouvrier espagnol (PSOE)                | 37 019  | 30,57 | 2,44  | 1      | en stagnation |
|                        | Podemos                                                 | 14 113  | 11,65 | Nv.   | 0      | en stagnation |
|                        | Ciudadanos (Cs)                                         | 13 049  | 10,78 | Nv.   | 0      | en stagnation |
|                        | Gauche unie (IU-UP)                                     | 3 628   | 3,00  | 1,77  | 0      | en stagnation |
|                        | Parti animaliste contre la maltraitance animale (PACMA) | 537     | 0,44  | 0,20  | 0      | en stagnation |
|                        | Union, progrès et démocratie (UPyD)                     | 464     | 0,38  | 3,19  | 0      | en stagnation |
|                        | Vox                                                     | 356     | 0,29  | Nv.   | 0      | en stagnation |
|                        | Recortes Cero-Grupo Verde (RC-GV)                       | 165     | 0,14  | Nv.   | 0      | en stagnation |
|                        | Parti communiste des peuples d'Espagne (PCPE)           | 97      | 0,08  | Nv.   | 0      | en stagnation |
|                        | Vote blanc                                              | 931     | 0,77  | 0,62  |        |               |
|                        |                                                         |         |       |       |        |               |
| Suffrages exprimés     | Suffrages exprimés                                      | 121 095 | 98,87 |       |        |               |
| Votes nuls             | Votes nuls                                              | 1 382   | 1,13  |       |        |               |
| Total                  | Total                                                   | 122 477 | 100   | -     | 3      | en stagnation |
| Abstention             | Abstention                                              | 36 409  | 22,92 |       |        |               |
| Inscrits/Participation | Inscrits/Participation                                  | 158 886 | 77,08 |       |        |               |

#### Guadalajara
| Parti                  | Parti                                                   | Voix    | %     | +/-   | Sièges | +/-           |
| ---------------------- | ------------------------------------------------------- | ------- | ----- | ----- | ------ | ------------- |
|                        | Parti populaire (PP)                                    | 47 365  | 34,76 | 19,24 | 1      | 1             |
|                        | Parti socialiste ouvrier espagnol (PSOE)                | 30 685  | 22,52 | 5,17  | 1      | en stagnation |
|                        | Ciudadanos (Cs)                                         | 24 603  | 18,05 | Nv.   | 1      | 1             |
|                        | Podemos                                                 | 23 827  | 17,49 | Nv.   | 0      | en stagnation |
|                        | Gauche unie (IU-UP)                                     | 5 628   | 4,13  | 2,71  | 0      | en stagnation |
|                        | Parti animaliste contre la maltraitance animale (PACMA) | 1 152   | 0,85  | 0,38  | 0      | en stagnation |
|                        | Union, progrès et démocratie (UPyD)                     | 1 026   | 0,75  | 6,78  | 0      | en stagnation |
|                        | Vox                                                     | 645     | 0,47  | Nv.   | 0      | en stagnation |
|                        | Recortes Cero-Grupo Verde (RC-GV)                       | 283     | 0,21  | Nv.   | 0      | en stagnation |
|                        | Solidarité et autogestion internationaliste (SAIn)      | 75      | 0,06  | Nv.   | 0      | en stagnation |
|                        | Vote blanc                                              | 979     | 0,72  | 0,62  |        |               |
|                        |                                                         |         |       |       |        |               |
| Suffrages exprimés     | Suffrages exprimés                                      | 136 268 | 98,87 |       |        |               |
| Votes nuls             | Votes nuls                                              | 1 562   | 1,13  |       |        |               |
| Total                  | Total                                                   | 137 830 | 100   | -     | 3      | en stagnation |
| Abstention             | Abstention                                              | 44 491  | 24,40 |       |        |               |
| Inscrits/Participation | Inscrits/Participation                                  | 182 321 | 75,60 |       |        |               |

#### Tolède
| Parti                  | Parti                                                   | Voix    | %     | +/-   | Sièges | +/-           |
| ---------------------- | ------------------------------------------------------- | ------- | ----- | ----- | ------ | ------------- |
|                        | Parti populaire (PP)                                    | 149 442 | 38,77 | 18,50 | 2      | 2             |
|                        | Parti socialiste ouvrier espagnol (PSOE)                | 106 988 | 27,75 | 1,49  | 2      | en stagnation |
|                        | Ciudadanos (Cs)                                         | 53 199  | 13,80 | Nv.   | 1      | 1             |
|                        | Podemos                                                 | 52 587  | 13,64 | Nv.   | 1      | 1             |
|                        | Gauche unie (IU-UP)                                     | 13 590  | 3,53  | 2,19  | 0      | en stagnation |
|                        | Parti animaliste contre la maltraitance animale (PACMA) | 3 039   | 0,79  | 0,41  | 0      | en stagnation |
|                        | Union, progrès et démocratie (UPyD)                     | 1 901   | 0,49  | 4,47  | 0      | en stagnation |
|                        | Vox                                                     | 1 509   | 0,39  | Nv.   | 0      | en stagnation |
|                        | Recortes Cero-Grupo Verde (RC-GV)                       | 612     | 0,16  | Nv.   | 0      | en stagnation |
|                        | Parti communiste des peuples d'Espagne (PCPE)           | 306     | 0,08  | 0,08  | 0      | en stagnation |
|                        | Vote blanc                                              | 2 325   | 0,60  | 0,55  |        |               |
|                        |                                                         |         |       |       |        |               |
| Suffrages exprimés     | Suffrages exprimés                                      | 385 498 | 98,75 |       |        |               |
| Votes nuls             | Votes nuls                                              | 4 881   | 1,25  |       |        |               |
| Total                  | Total                                                   | 390 379 | 100   | -     | 6      | en stagnation |
| Abstention             | Abstention                                              | 128 459 | 24,76 |       |        |               |
| Inscrits/Participation | Inscrits/Participation                                  | 518 838 | 75,24 |       |        |               |